# Ерок
Еро́к (другие распространенные названия: е́рик и па́ерок или пае́рок; реже встречаются воо́с, ерец, ерик верхний, ерица, ерти́ца, е́рчик, ово́с, пае́рк, поо́ксь, ре́чник; иногда также кенде́ма) — надстрочный знак церковнославянской и вообще старинной кириллической письменности, ставящийся над согласной буквой или после неё взамен опускаемого ера (Ъ) или (реже) еря (Ь).
Впервые встречается уже в старославянских источниках (например, ст.‑слав. всѣд꙽шои в Новгородском кодексе рубежа X и XI вв.).
В новомосковском изводе церковнославянского языка применяется преимущественно взамен ера на конце предлогов и приставок (в последнем случае соответствует русскому разделительному твердому знаку). При этом обычно соблюдается следующая система: с ерком пишутся многобуквенные предлоги и приставки (из̾, пред̾, без̾ и др.), а также наречия бли́з̾ и в̾слѣ́дъ, однобуквенные же предлоги и приставки (въ, съ, къ) пишутся с полноценным ером (за исключением упомянутого слова в̾слѣ́дъ).
В старом московском изводе церковнославянского (применяемом старообрядцами) частично выполняет также функции знака переноса слов: если слово разрывается после согласной, то над ней ставится ерок: содер̾//жа́ти (а если после гласной, то перенос никак не отмечается: по//доба́етъ).

Написание ру́сьскїи ꙗзы́къ из азбуки Бурцова (твёрдый и мягкий знаки переданы паерком), 1637 год

В начертании ерок двояк: может выглядеть S-образно, наподобие вертикальной тильды, либо же в виде чего-то среднего между формами 7 и У; в древности встречалась и форма в виде шапочки или крышечки ^.
В западных старопечатных книгах разным начертаниям пытались придать различное орфографическое и фонетическое значение: так, в грамматике Мелетия Смотрицкого (1619) надстрочный знак в виде ^ (названный пае́ркъ) соответствует ерю в конце слов, а знак в виде У (названный е́рикъ) — еру. (Надстрочный же заменитель еря между согласными у Смотрицкого называется мягкая и изображается как штрих /, на вид почти такой же, как знак обычного ударения-окси́и, но чуть поменьше.) В изданиях Львовской братской типографии тех же времен ер также заменялся надстрочным У-образным знаком, а вот ерь превращался в надстрочную угловатую вертикальную тильду.
В великороссийских же церковнославянских изданиях подобная орфографическая разница не отразилась, хотя применяются (в разных шрифтах) и S-образное, и У-образное начертания ерка.

## О названиях знака
Слова́ «ерок», «ерик», «паер(о)к» и т. п. являются, очевидно, уменьшительными образованиями от названия букв «ер» и «ерь» и к названию ериков-водоёмов отношения не имеют (это давно обрусевшие тюркские арыки). «Пооксь» же происходит от греческого названия «оксия» знака острого ударения; искажением слова «пооксь» объясняются формы «воос» и, далее, «овос».